# Lubomír Šindelář
Lubomír Šindelář (10. listopadu 1926 - ???) byl český a československý politik a poúnorový bezpartijní poslanec Národního shromáždění ČSSR a Sněmovny lidu Federálního shromáždění.

## Biografie
K roku 1968 se zmiňuje coby horník z volebního obvodu Most-sever.
Ve volbách roku 1964 byl zvolen do Národního shromáždění ČSSR za Severočeský kraj jako bezpartijní kandidát. V Národním shromáždění zasedal až do konce volebního období parlamentu v roce 1968.
Po federalizaci Československa usedl roku 1969 do Sněmovny lidu Federálního shromáždění (volební obvod Most-sever), kde setrval konce volebního období parlamentu, tedy do voleb roku 1971.